# الصيرات (السياني)

تعديل مصدري - تعديل

الصيرات هي إحدى قرى عزلة عميد الداخل بمديرية السياني التابعة لمحافظة إب، بلغ تعداد سكانها 517 نسمة حسب تعداد اليمن لعام 2004.